# Quatrième conférence ministérielle de l'Organisation mondiale du commerce
La quatrième conférence ministérielle de l'OMC s'est tenue du 9 novembre 2001 au 13 novembre 2001 à Doha au Qatar,. Elle a lancé le cycle de Doha. La conférence se conclut par la Déclaration de Doha.

## Contexte
Le contexte de la conférence de Doha est marqué par l'échec de la conférence de Seattle de 1999, induisant la nécessité de mieux préparer la conférence par des travaux préparatoires,. 
La conférence de Doha est également marquée par les attentats du 11 septembre 2001 ayant eu lieu 2 mois avant,. L'attentat a induit durant une courte période une remise en cause de Doha comme hôte de la conférence. Mais l'attentat a également renforcé l'intérêt des pays membres et notamment des États-Unis pour lancer un cycle de négociation. Ainsi Georges W. Bush a obtenu un mandat par le congrès pour des négociations commerciales en 2002. L'attentat a également induit une sécurisation importante de Doha durant la conférence de peur qu'un attentat ait eu lieu.

## Contenu
L'une des questions les plus importantes de la conférence est la question agricole, cette question restera au cœur des négociations jusqu'à la fin de la conférence. La conférence porte notamment sur l'arrêt des subventions à l'exportation, arrêt dont l'Union européenne est généralement hostile mais qui a finalement accepté de négocier l'arrêt de telles politiques durant la conférence. Les négociations portent aussi sur les questions d'environnement et de développement durable, notamment en lien avec la question agricole. De manière plus secondaire, les questions de la concurrence, de la protection de l'investissement et des produits de la pêche ont été abordées. La question du droit du travail, qui avait été une question importante à Seattle, n'a que peu été abordé à Doha,. Des questions centrés sur les pays en développement comme la prise en compte de l'Accord de Cotonou et également la question du commerce des bananes ont également eu lieu lors des négociations à Doha. La question des droits de propriété intellectuelle sur les médicaments a aussi été abordé. La question des lois antidumping a également été discutée durant la conférence. L'Inde est restée le dernier État à être opposé au lancement d'un cycle de négociation avant de ne pas exprimer son opposition, au dernier moment. Finalement, la déclaration finale indique une absence de consensus pour négocier par la suite sur les questions de la concurrence, de la protection de l'investissement et les marchés publics. 
L'adhésion de la Chine à l'OMC a été validée lors de cette conférence,. La conférence se conclut par la Déclaration de Doha, plus précisément sur la Déclaration sur l’Accord sur les ADPIC et la santé publique, qui déclare que la protection de la santé publique et l'accès aux médicaments essentiels est un exception aux droits de la propriété intellectuelle notamment sur le brevet des médicaments.